# Henri Hanlet
Henri Hanlet (* 11. September 1888 in Xendelesse; † 2. September 1964 in Olne) war ein belgischer Radrennfahrer.

## Leben
Henri Hanlet stammte aus einer Familie mit 17 Kindern; er musste schon als Kind Kühe hüten und in einer Mine arbeiten. 1909 wurde er Mitglied der renommierten Mannschaft „Royal Sarolea“; mit dem Geld, das er als Profi verdiente, kaufte er seiner Familie ein Pferd und zwei Kühe. 1919 wurde er Zweiter bei Lüttich–Bastogne–Lüttich; dreimal startete er bei der Tour de France – 1912, 1913 und 1922 – gab aber jedes Mal auf. Einer seiner wenigen Freunde war Octave Lapize, der ihm einen vierjährigen Vertrag anbot. Wegen Lapizes Fliegertod im Ersten Weltkrieg kam der Vertrag jedoch nicht zustande.
1910 wurde Hanlet Belgischer Meister im Straßenrennen. Das Rennen fand am 8. Mai im Park des Kolonialmuseums von Tervuren zu Ehren des verstorbenen Königs Leopold II. statt, der ein großer Radsportliebhaber gewesen war. Als Favorit galt im Vorfeld Cyrille Van Hauwaert, der allerdings nicht im Ziel ankam. Hanlet sicherte sich den Sieg durch einen Spurt aus einer Ausreißergruppe von vier Fahrern.
Nach dem Ende seiner Radsportlaufbahn 1925 eröffnete Hanlet, der für seine rüden Manieren berüchtigt war, ein Fahrradgeschäft in Soumagne.